# The Dead Weather
The Dead Weather est un supergroupe de rock alternatif américain, originaire de Nashville, dans le Tennessee. Il est formé en 2009, et composé d'Alison Mosshart (des Kills), Dean Fertita (de Queens of the Stone Age), Jack Lawrence (des Raconteurs) et Jack White (de The White Stripes et des Raconteurs).
Il s'agit du troisième groupe fondé par Jack White après les White Stripes et les Raconteurs. Encore une fois, ce nouveau groupe est signé sur le label de White. Néanmoins, il n'est sur ce projet qu'un membre parmi les autres : s'il composait toutes les chansons des White Stripes seul, et composait celles des Raconteurs avec Brendan Benson, il ne participe pas à l'écriture de toutes les chansons de The Dead Weather. De plus, il délaisse ici sa guitare au profit d'une batterie, instrument avec lequel il évoluait dans les années 1990 avec ses premiers groupes.

## Biographie

### Horehound(2009)
C'est en janvier 2009 qu'Alison Mosshart, Jack Lawrence, Dean Fertita et Jack White se réunissent pour la première fois. Cette rencontre aux allures de bœuf, eut lieu aux studios Third Man, propriété de Jack White. Deux mois plus tard, le 11 mars 2009, la création du groupe The Dead Weather était révélée lors de l'ouverture du siège du label Third Man Records à Nashville, laquelle fut suivie du premier concert du groupe et de la sortie immédiate de son premier single : Hang You from the Heavens.
Le premier album des Dead Weather, intitulé Horehound, est sorti le 13 juillet 2009 et tire son nom d'une plante médicinale, le marrube blanc (« White Horehound » en anglais).

### Sea of Cowards(2010-2012)
Sea of Cowards est le deuxième album des Dead Weather, sorti le mardi 11 mai 2010 en France. Le magazine Les Inrockuptibles qualifie l'album de « plus abouti, mieux conceptualisé » tout en insistant sur le fait qu'il n'est pas « radicalement différent de Horehound ».

### Dodge and Burn(depuis 2013)
Le 29 août 2013, le label du groupe annonce via Twitter qu'il s'affaire à nouveau en studio (« Les Dead Weather de retour en studio hier (et en quête de chair fraiche...) » accompagné d'une photo des membres). 

Plus tôt dans l'année, Jack White confiait au magazine Rolling Stone que le projet était plus que jamais d'actualité : « Les choses se font d'elles-même [...]. Les Kills sortent un nouvel album, les Queens of the Stone Age sortent un nouvel album, je sors mon nouvel album, tout ça suit un fil logique. Nous ne nous attendions pas à faire deux albums à la suite avec ce projet, on n'avait rien planifié. On a enregistré une démo, ça s'est mis en place, et on s'est retrouvé avec assez de matériel pour deux albums. On essaie de ne rien provoquer ; on se laisse guider par les évènements ».

## Membres
- Alison Mosshart - chant, guitare, percussion
- Dean Fertita - guitare, synthétiseur Moog, orgue, piano, basse, chœurs
- Jack Lawrence - basse, guitare, chœurs
- Jack White - batterie, chant, guitare

## Discographie

### Studio albums
| Title          | Album details                                                                                   | Peak chart positions | Peak chart positions | Peak chart positions | Peak chart positions | Peak chart positions | Peak chart positions | Peak chart positions | Peak chart positions | Peak chart positions | Peak chart positions | Sales         |
| Title          | Album details                                                                                   | US                   | CAN                  | AUS                  | NZ                   | NOR                  | AUT                  | SWI                  | FRA                  | NL                   | UK                   | Sales         |
| -------------- | ----------------------------------------------------------------------------------------------- | -------------------- | -------------------- | -------------------- | -------------------- | -------------------- | -------------------- | -------------------- | -------------------- | -------------------- | -------------------- | ------------- |
| Horehound      | - Release date: 14 juillet 2009 - Label: Third Man Records - Formats: CD, LP, music download    | 6                    | 7                    | 48                   | 24                   | 26                   | 43                   | 14                   | 19                   | 63                   | 14                   | - US: 163,000 |
| Sea of Cowards | - Release date: 11 mai 2010 - Label: Third Man Records - Formats: CD, LP, music download        | 5                    | 6                    | 28                   | 13                   | 11                   | 24                   | 19                   | 30                   | 76                   | 32                   | - US: 171,000 |
| Dodge and Burn | - Release date: 25 septembre, 2015 - Label: Third Man Records - Formats: CD, LP, music download | 10                   | 16                   | 21                   | 32                   | 14                   | 28                   | 15                   | 47                   | 25                   | 21                   |               |

### Singles
| Year                                    | Song                                               | Peak chart positions | Peak chart positions | Peak chart positions | Peak chart positions | Album          |
| Year                                    | Song                                               | US Sales             | US Alt               | US Rock              | UK                   | Album          |
| --------------------------------------- | -------------------------------------------------- | -------------------- | -------------------- | -------------------- | -------------------- | -------------- |
| 2009                                    | "Hang You from the Heavens"                        | 8                    | —                    | —                    | —                    | Horehound      |
| 2009                                    | "Treat Me Like Your Mother"                        | —                    | 40                   | —                    | 168                  | Horehound      |
| 2009                                    | "I Cut Like a Buffalo"                             | —                    | —                    | —                    | —                    | Horehound      |
| 2010                                    | "Die by the Drop"                                  | —                    | 20                   | 36                   | 154                  | Sea of Cowards |
| 2010                                    | "Blue Blood Blues"                                 | —                    | —                    | —                    | —                    | Sea of Cowards |
| 2013                                    | "Open Up (That's Enough)" / "Rough Detective"      | —                    | —                    | —                    | —                    | Dodge and Burn |
| 2014                                    | "Buzzkill(er)" / "It's Just Too Bad"               | —                    | —                    | —                    | —                    | Dodge and Burn |
| 2015                                    | "I Feel Love (Every Million Miles)" / "Cop and Go" | —                    | 27                   | —                    | —                    | Dodge and Burn |
| "—" denotes releases that did not chart |                                                    |                      |                      |                      |                      |                |